# 341 هـ
341 هـ هي سنة في التقويم الهجري امتدت مقابلةً في التقويم الميلادي بين سنتي 952 و953.

## مواليد
- الحاكم النيسابوري
- أبو المطرف القنازعي
- أبو عبد الله الحاكم النيسابوري
- محمد بن الفضل بن نظيف

## وفيات
- إسماعيل بن محمد الصفار
- المنصور بالله الفاطمي
- موسى بن أبي العافية